# متئو دارمیان
متئو دارمیان (ایتالیایی: Matteo Darmian؛ زادهٔ ۲ دسامبر ۱۹۸۹) یک بازیکن فوتبال اهل ایتالیا است که برای باشگاه فوتبال اینتر میلان در پست مدافع بازی می‌کند.
او کار خود را در آ.ث. میلان آغاز کرد و اولین بازی خود در سری آ را در سن ۱۷ سالگی انجام داد. سپس در سال ۲۰۰۹ به پادوا پیوست و در جریان سقوط این تیم به سری سی، حضور داشت سپس او به پالرمو پیوست و یک سال بعد راهی تورینو شد؛ جایی که او چهار فصل را در آنجا گذراند و سر انجام در ژوئیه ۲۰۱۵ راهی منچستریونایتد شد. او در اولین فصل حضور خود در منچستریونایتد موفق به کسب جام حذفی فوتبال انگلستان شد. سپس در سال ۲۰۱۹ وی با قراردادی دائمی به پارما پیوست.

## افتخارات

### باشگاهی
منچستریونایتد
- جام حذفی فوتبال انگلستان(۱): ۱۶–۲۰۱۵
- جام اتحادیه باشگاه‌های انگلستان(۱): ۱۷–۲۰۱۶
- لیگ اروپا(۱): ۱۷–۲۰۱۶

اینتر میلان
- سری آ(۲): ۲۱–۲۰۲۰، ۲۴–۲۰۲۳
- کوپا ایتالیا(۲): ۲۲–۲۰۲۱، ۲۳–۲۰۲۲
- سوپر جام فوتبال ایتالیا(۳): ۲۰۲۱، ۲۰۲۲، ۲۰۲۳
- لیگ قهرمانان اروپا: ۲۳–۲۰۲۲، ۲۵–۲۰۲۴ (نایب‌قهرمان)

### ملی
ایتالیا
- لیگ ملت‌های اروپا: ۲۳–۲۰۲۲ (سوم)

## آمار ملی

### بازی‌های ملی
تا تاریخ ۲۶ سپتامبر ۲۰۲۴
| تیم ملی فوتبال ایتالیا | تیم ملی فوتبال ایتالیا | تیم ملی فوتبال ایتالیا | تیم ملی فوتبال ایتالیا |
| سال                    | بازی                   | گل                     | پاس گل                 |
| ---------------------- | ---------------------- | ---------------------- | ---------------------- |
| ۲۰۱۴                   | ۹                      | ۰                      | ۰                      |
| ۲۰۱۵                   | ۱۰                     | ۱                      | ۰                      |
| ۲۰۱۶                   | ۸                      | ۰                      | ۱                      |
| ۲۰۱۷                   | ۹                      | ۰                      | ۰                      |
| ۲۰۲۳                   | ۵                      | ۱                      | ۰                      |
| ۲۰۲۴                   | ۵                      | ۰                      | ۰                      |
| مجموع                  | ۴۶                     | ۲                      | ۱                      |

### گل‌های ملی
| شماره | تاریخ          | میزبان | بازی ملی | حریف      | نتیجه | رقابت                         |
| ----- | -------------- | ------ | -------- | --------- | ----- | ----------------------------- |
| ۱     | ۱۰ اکتبر ۲۰۱۵  | باکو   | ۱۶       | آذربایجان | ۳–۱   | مقدماتی جام ملت‌های اروپا ۲۰۲۰ |
| ۲     | ۱۷ نوامبر ۲۰۲۳ | رم     | ۴۰       | مقدونیه   | ۵–۲   | مقدماتی جام ملت‌های اروپا ۲۰۲۴ |